# Ágoston Péter (pap)
Ágoston Péter (Szentlélek, Csíkszék, 1617. június 29. – Nagyszombat, 1689. április 23.) magyar jezsuita szerzetes, katolikus pap, hitszónok, egyházi író.

## Élete és munkássága
1617. június 29-én született a Székelyföldön található csíkszéki Szentlélek településen. Csíki székely családból származott. 1638-ban lépett be a bécsi Jézus Társasága nevű római katolikus szerzetesrendbe. Életének túlnyomó hányadát a felvidéki Nagyszombat városában töltötte mint tanár, illetve mint a Szent Adalbertről elnevezett nevelőintézet, az Adalbertinum igazgatója. Többször dolgozott elöljáróként Erdély területén és Pécsett. Kötelességeinek mint pap is eleget tett. Misszionáriusként huszonhat éven keresztül több alkalommal megfordult a török hódoltság területén, ahol többször börtönbe vetették, sőt meg is kínozták. Egy kolerajárvány alkalmával megbetegedett. 1689. április 23-án vesztette életét Nagyszombat városában.
Több egyházi témájú munkát írt és fordított, melyeket lelki épülésre szántak. Első hasonló jellegű jelentősebb művét Lelki patika címmel jelentette meg 1669-ben Lőcsén, Brewer Samuel nyomdájában. Szívek kincse című munkáját először 1671-ben Nagyszombatban adták ki, de a művet később újranyomtatták a csíki klastromban névtelenül 1685-ben, majd Kassán 1737-ben. 1672-ben nyomtatták ki Könnye Nándornál a Mirrhaszedő zarándok címet viselő egyházi művét. 1674-ben Bellarmin Szent Róbert (1542–1621) egyik művét magyarra fordította, majd Nagyszombatban Mennyei dicsőség cím alatt megjelentette. Mennyei követek című kötetét első alkalommal 1681-ben uo. adták ki, de a munka 1865-ben és 1691-ben újra megjelent.

## Munkái
- Lelki patika, melyet beteg ember foglalatosságára s ájétatosságára és ez életböl a halál által boldog kimenetelése készitett a' Jesus Társaságában levö p. Lőcse: Brewer Samuel, 1669
- Szivek Kincse. Avagy Christus Urunk Szenvedésin, és Halálán, fohászkodo Könyvecske. Nagyszombat: Gurub Ferenc, 1671
- Mirra-szedő Szarandok, Avagy Christus Vrunk hét helyt lőtt Kinnyait, és halálát beszéllő könyvecske. Nagyszombat: Könnye Nándor, 1672
- Bellarmin Szent Róbert. Mennyei dicsőség. Fordította Ágoston Péter. Nagyszombat, 1674
- Szivek Kincse. Avagy Kristus Urunk szenvedésén, és Halálán fohászkodó Könyvecske. Mely Nagy lelki buzgóságra gerjeszti, és Istenhez emeli, az aitatos sziveket. Csíksomlyó: Csíki klastrom, 1685
- Szívek kincse, avagy a Krisztus szenvedésén fohászkodásokkal teljes könyvecske. Kassa, 1737
- Mennyei követek vagy Szent Gertrud is és Mechtildis égbõl vett imádsági. Nagyszombat, 1681
- Mennyei követek vagy Szent Gertrud is és Mechtildis égbõl vett imádsági. Nagyszombat, 1685
- Mennyei követek vagy Szent Gertrud is és Mechtildis égbõl vett imádsági. Nagyszombat, 1691